# Резцов, Николай Александрович
 Николай Александрович Резцов — санкт-петербургский городской голова, главный редактор журнала «Писчебумажное дело», инженер-технолог бумажного производства.

## Биография
Окончил Санкт-Петербургский технологический институт (1882 год). Впоследствии там же служил преподавателем. Помимо этого, преподавал физику в частной гимназии Ставитской. С 1891 года работал в Экспедиции заготовления государственных бумаг. С 1899 года возглавлял испытательную лабораторию, позже — бумажную фабрику.
Стал организатором первой в Российской Империи школы писчебумажного дела при ЭЗГБ. С 1904 года Николай Резцов издавал журнал «Писчебумажное дело», основал писчебумажный музей.
Был избран товарищем (заместителем) председателя постоянной комиссии по техническому образованию при Русском техническом обществе. Принимал экзамены у студентов профильных учебных заведений.
По заданию Министерства финансов в Нижегородской выставке 1896 года Резцов составил очерк о писчебумажных предприятиях Российской Империи.
С 1898 года — гласный городской думы Санкт-Петербурга. С 1905 по 1910 годы — городской голова.
Автор монографии «Бумага в России». В соавторстве с Н. И. Шевлягиным написал книгу «Испытания бумаг».